# Noriaki Fukuyama
Noriaki Fukuyama ( 1912 - 1946 ) fue un botánico y reconocido orquideólogo japonés.
Describió más de cien nuevas especies de orquídeas de Taiwán, Ryukyus, Micronesia. Sus colecciones de especímenes tipo se resguardaron en su herbario privado: Herb. Orch. Fuk., y finalmente muchos se extraviaron postSegunda Guerra Mundial. Se han encontrado duplicados de Fukuyama de las orquídeas de Taiwán, en la colección del Dr. Masamune, que la shabía llevado a Japón luego del deceso del Dr. Fukuyama, pues Masamune fue maestro de Fukuyama; y también en al biblioteca de Masamune se hallaron manuscritos originales Studia Orchidacearum Japonicarum. XI, XII, XIII de Fukuyama. Una parte de los manuscritos se publicaron póstumamente por Masamune en Japón (Inoue, Katsuyama et al., 1998)

## Algunas publicaciones
- 1934. Orchidacearum Formosanarum prodromus : taxonomical study of Formosan orchidaceous plants with special reference to floral characters.

- La abreviatura «Fukuy.» se emplea para indicar a Noriaki Fukuyama como autoridad en la descripción y clasificación científica de los vegetales.[2]